# Fernando Espinoza (político)
Tomás Fernando Espinoza (Villa Luzuriaga, 30 de diciembre de 1968) es un político argentino, perteneciente al Partido Justicialista. Es intendente del partido de La Matanza desde el 12 de diciembre de 2019, cargo que ya había ocupado con anterioridad desde 2005 y hasta 2015. Fue Diputado Nacional entre 2017 y 2019 y presidente del Partido Justicialista de la provincia de Buenos Aires de 2013 a 2017.

## Biografía

### Comienzos
Estudió en el Colegio Jorge Newbery de Villa Luzuriaga, donde formó parte del Centro de Estudiantes. Luego de graduarse, ingresó a la Juventud Peronista (JP) y al Movimiento de Unidad, Solidaridad y Organización. Comenzó trabajando como chofer a los 17 años. En ese marco de militancia, conoció a Alberto Balestrini, su padrino político y de quien fue su chofer personal.
A partir de 1995 se desempeñó como secretario de la Juventud Peronista en el Consejo del Partido Justicialista en el partido de La Matanza.
El 24 de octubre de 1999 fue elegido concejal del Partido Justicialista, elegido por sus pares como presidente del bloque en el Honorable Concejo Deliberante, cargo que ocuparía en el período 2002-2003 y nuevamente en el período 2003-2005.

### Intendente de La Matanza (2005-2015)
En 2005 renunció al cargo legislativo para asumir como intendente interino de La Matanza, luego de que Alberto Balestrini, fuera elegido para presidir la Cámara de Diputados de La Nación. Balestrini  asumió como Diputado Provincial y lo puso a Espinoza en su reemplazo como intendente. Juró su cargo en la Catedral de San Justo. Para las elecciones celebradas el 28 de octubre de 2007, se presentó para renovar su cargo como intendente municipal y logró su objetivo con más del 50 % de los sufragios. Espinoza fue reelecto como intendente de La Matanza en las elecciones de 2011..
En los primeros años de Espinoza en la intendencia de La Matanza se inició el programa de descentralización comunal a través de la creación de «mini municipios». Durante su gestión se produjo junto con la nación la firma de un crédito de 120 millones de dólares acordado en 2015 con el Banco Mundial.
Por otra parte, la ampliación de la oferta cultural en el distrito se presenta como otra característica de su gestión. En referencia a este punto toma relevancia la concreción de la feria del libro local, la realización de locales, recitales y otros eventos artísticos.
Resultó elegido presidente del Partido Justicialista de la provincia de Buenos Aires en diciembre de 2013, en las elecciones internas como sucesor de Cristina Álvarez Rodríguez.
En las elecciones de 2015, tras buscar la candidatura a gobernador de la provincia de Buenos Aires, se presentó como precandidato a vicegobernador por el Frente para la Victoria por la fórmula que encabezaba Julián Domínguez, pero fue derrotado en las elecciones primarias. Al terminar su mandato como intendente en 2015, fue nombrado jefe de asesores en la Municipalidad de La Matanza por su sucesora, Verónica Magario.

### Diputado nacional (2017-2019)
En las elecciones legislativas de 2017, Espinoza fue elegido candidato a diputado nacional por el frente electoral organizado por Cristina Kirchner, Unidad Ciudadana, y pidió licencia como presidente del Partido Justicialista. Resultó elegido para el período 2017-2021.
En su tarea legislativa votó en contra de la reforma previsional de 2017 y a favor del proyecto de interrupción voluntaria del embarazo de 2018.
Presidio la Comisión de Derechos Humanos e integra las comisiones de Asuntos Constitucionales, Educación, Juicio Político y Libertad de Expresión.

### Retorno a La Matanza
Se postulo para presentarse como precandidato a gobernador de la provincia de Buenos Aires como en 2015 pero tras la confirmación de la precandidatura de la intendenta Magario como vicegobernadora, se presentó como candidato a intendente de La Matanza en las elecciones de 2019. En esas elecciones, sacó con el 64,18% de los votos, la cifra más alta para un intendente en La Matanza desde 1973, cuando Francisco Larraza (FREJULI) fue elegido con el 69% de los votos. Juró el cargo el 12 de diciembre de 2019. En 2021, el fundador de Vecinos en Alerta, lo denunció por mal funcionamiento del SAME, ya que 36 personas habían fallecido ese año porque no llegaban las ambulancias.

En 2022, asumió como Presidente de la Federación Argentina de Municipios (FAM) que integran más de 900 municipios del país.
Resultó reelecto como intendente en las elecciones municipales de 2023 con el 53,73% de los votos, frente al 22,41% de El Dipy.

## Reconocimientos
En el 2008, por su gestión en programas de inclusión social, fue merecedor del Premio Américas a la Excelencia en el Servicio Público, en la categoría «reducción de la pobreza» en Atlanta, Estados Unidos.
En septiembre del año siguiente, en el marco de la cena solidaria que realiza una vez por año la Obra del Padre Mario Pantaleo, Espinoza recibió la «mano solidaria» por su «trabajo en bien de la comunidad».

## Controversias
En 2016 inaugura más transformaciones en el entorno urbano de la ruta, con la reparación de la calzada y 70 000 m² de veredas, la plantación de 1.390 árboles y más de 44 000 plantas, reparación de dos puentes peatonales.

## Proceso penal
En 2024 fue procesado por presunto abuso sexual simple y desobediencia. Espinoza negó los cargos.La jueza a cargo del caso dispuso un embargo de $1.500.000 pesos y ordenó la prohibición del contacto con la denunciante.En enero de 2025 tras un año de investigación la Fiscalía solicitó el sobreseimiento de Fernando Espinoza en la causa por falta de pruebas, considerando
la solicitud realizada por la fiscal Mónica Cuñarro quien sostuvo que no existen pruebas suficientes para sostener la acusación y que la misma carecía de credibilidad.
Dos meses más tarde, el 25 de marzo de 2025, el juez a cargo del expediente decidió rechazar el pedido de sobreseimiento por parte de la defensa de Espinoza, argumentando que cerrar el proceso en esta etapa sería prematuro. El juez también dictamino que Espinoza se tendría que someter a un juicio oral para darle una resolución final al caso.